# Engelbert III de Sponheim
Engelbert III de Sponheim (mort 6 octobre 1173), est un membre de la dynastie franconienne de Sponheim-Ortenburg, qui fut margrave d'Istrie de 1124 jusqu'à sa mort Il est parfois nommé Engelbert II d'Istrie, bien qu'en fait il soit Engelbert II de Carniole.

## Biographie
Engelbert III est le second fils d'Engelbert II et de son épouse Ute de Passau (nl). Lorsque son père succède à son frère aîné Henri IV comme duc de Carinthie, Engelbert III reçoit le titre de margrave d'Istrie. Cependant sa principale possession demeure ses états allemands de Sponheim et ceux situés autour de Kraiburg am Inn dans le duché de Bavière, héritage de sa mère.
En 1135 l'empereur Lothaire II l'envoie à un synode tenu à Pise en Italie, afin de soutenir le pape Innocent II contre l'antipape Anaclet II. Pour ce faire Engelbert est investi du titre de margrave de Toscane, mais il est remplacé dès 1137 par le duc Welf Henri X de Bavière époux de Gertrude de Saxe et gendre de l'empereur.
Engelbert III est présent en 1156 à la Diète d'Empire de Ratisbonne, où il est témoin du Privilegium Minus de l'empereur Frédéric Ier Barberousse, élevant l'Autriche au rang de duché.
En 1140 Engelbert avait épousé  Matilde de Sulzbach, la plus jeune fille du comte bavarois Bérenger II de Sulzbach. Il devient ainsi le beau-frère de Gertrude de Sulzbach, épouse du roi Conrad III du Saint-Empire, et de Berthe de Sulzbach, qui sous le nom d'Irene épouse l'empereur byzantin Manuel Ier Comnène. Matilde meurt en 1165, leur union étant demeuré sans héritier le titre de margrave d'Istrie passe aux comtes bavarois d'Andechs.
Son fils illégitime (?) Pilgrin II fut patriarche d'Aquilée de 1195 à 1204.